# Minisztertanács elnöke (Magyar Népköztársaság)
A Magyar Népköztársaság Minisztertanácsának elnöke volt Magyarország kormányfője a kommunista uralom idején. A tisztség 1949-ben, az új alkotmány elfogadásával jött létre, amely hivatalosan is létrehozta a Magyar Népköztársaságot. Magával az állammal együtt 1989-ben szűnik meg, innentől Magyarország miniszterelnöke lesz ismét a magyar kormányfő megnevezése.
A Minisztertanács az elnökből (miniszterelnök), az elnökhelyettesekből, az államminiszterekből, a minisztériumok vezetőiből és az Országos Tervtanács elnökéből állt. Az Országgyűlés a Magyar Népköztársaság Elnöki Tanácsának (NET) javaslatára megválasztotta és felmentette az elnököt és a minisztereket.

## A Minisztertanács elnökeinek listája
Pártok
      MDP
      MSZMP
      MSZP
|                   | Név                        | Portré            | Hivatal kezdete                                   | Hivatal vége         | Kormány                                    | Választás       | Elnöki Tanács elnöke |
| ----------------- | -------------------------- | ----------------- | ------------------------------------------------- | -------------------- | ------------------------------------------ | --------------- | -------------------- |
|                   | Dobi István (1898–1968)    |                   | 1949. augusztus 20.                               | 1952. augusztus 14.  | Dobi-kormány (MDP)                         | 25. (1949)      | Szakasits Árpád      |
| Rónai Sándor      | Dobi István (1898–1968)    |                   | 1949. augusztus 20.                               | 1952. augusztus 14.  | Dobi-kormány (MDP)                         | 25. (1949)      |                      |
|                   | Rákosi Mátyás (1892–1971)  |                   | 1952. augusztus 14.                               | 1953. július 4.      | Rákosi-kormány (MDP)                       | 25. (1949)      | Dobi István          |
|                   | Nagy Imre (1896–1958)      |                   | 1953. július 4.                                   | 1955. április 18.    | első Nagy Imre-kormány (MDP)               | 26. (1953)      | Dobi István          |
|                   | Hegedüs András (1922–1999) |                   | 1955. április 18.                                 | 1956. október 24.    | Hegedüs-kormány (MDP)                      | 26. (1953)      | Dobi István          |
|                   | Nagy Imre (1896–1958)      |                   | 1956. október 24.                                 | 1956. november 3.    | második Nagy Imre-kormány (MDP/MSZMP–FKgP) |                 | Dobi István          |
| 1956. november 3. | Nagy Imre (1896–1958)      | 1956. november 4. | harmadik Nagy Imre-kormány (MSZMP–FKgP–MSZDP–NPP) |                      |                                            |                 | Dobi István          |
|                   | Kádár János (1912–1989)    |                   | 1956. november 4.                                 | 1958. január 28.     | első Kádár-kormány (MSZMP)                 | 26. (1953)      | Dobi István          |
|                   | Münnich Ferenc (1886–1967) |                   | 1958. január 28.                                  | 1961. szeptember 13. | Münnich-kormány (MSZMP)                    | 27. (1958)      | Dobi István          |
|                   | Kádár János (1912–1989)    |                   | 1961. szeptember 13.                              | 1965. június 30.     | második Kádár-kormány (MSZMP)              | 27. (1958)      | Dobi István          |
| 28. (1963)        | Kádár János (1912–1989)    |                   | 1961. szeptember 13.                              | 1965. június 30.     | második Kádár-kormány (MSZMP)              |                 | Dobi István          |
|                   | Kállai Gyula (1910–1996)   |                   | 1965. június 30.                                  | 1967. április 14.    | Kállai-kormány (MSZMP)                     |                 | Dobi István          |
|                   | Fock Jenő (1916–2001)      |                   | 1967. április 14.                                 | 1975. május 15.      | Fock-kormány (MSZMP)                       | 29. (1967)      | Losonczi Pál         |
| 30. (1971)        | Fock Jenő (1916–2001)      |                   | 1967. április 14.                                 | 1975. május 15.      | Fock-kormány (MSZMP)                       |                 | Losonczi Pál         |
|                   | Lázár György (1924–2014)   |                   | 1975. május 15.                                   | 1987. június 25.     | Lázár-kormány (MSZMP)                      | 31. (1975)      | Losonczi Pál         |
| 32. (1980)        | Lázár György (1924–2014)   |                   | 1975. május 15.                                   | 1987. június 25.     | Lázár-kormány (MSZMP)                      |                 | Losonczi Pál         |
| 33. (1985)        | Lázár György (1924–2014)   |                   | 1975. május 15.                                   | 1987. június 25.     | Lázár-kormány (MSZMP)                      |                 | Losonczi Pál         |
|                   | Grósz Károly (1930–1996)   |                   | 1987. június 25.                                  | 1988. november 24.   | Grósz-kormány (MSZMP)                      | Németh Károly   |                      |
|                   | Németh Miklós (1948–)      |                   | 1988. november 24.                                | 1989. október 7.     | Németh-kormány (MSZMP→MSZP)                | Straub F. Brunó |                      |